# Trierer Bucht

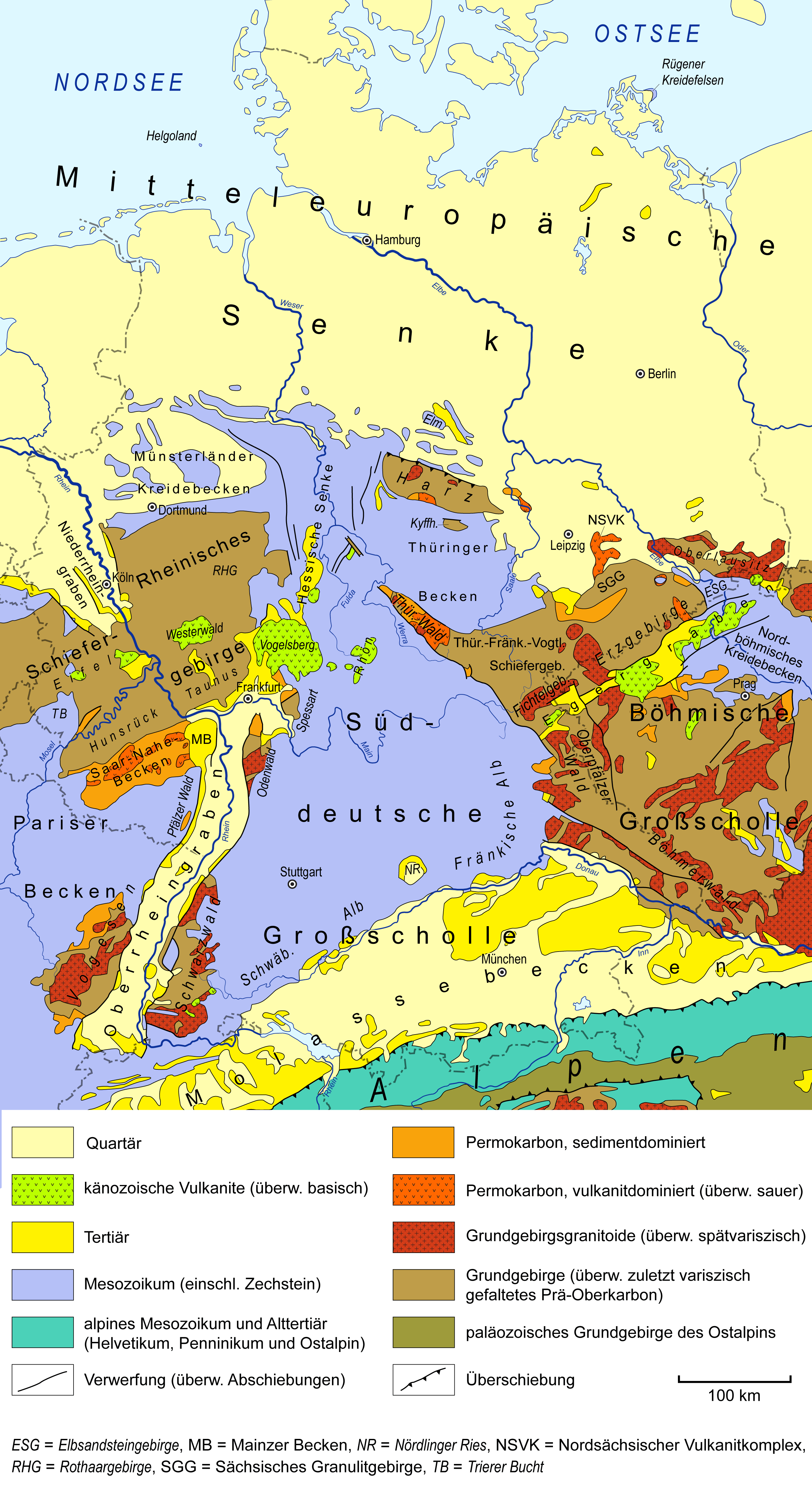
Vereinfachte Karte der Oberflächengeologie Deutschlands. Auf der linken Seite die Trierer Bucht (TB).

Die Trierer Bucht (auch Trier-Bitburger Mulde oder Trier-Bitburger Triasbucht) ist ein mesozoisches Becken, in das mehrfach das Meerwasser eingedrungen war und besonders durch Ablagerungen von Keuper, Muschelkalk und Buntsandstein bekannt ist. Bekannt sind vor allem die Felsen am linken Moselufer in Trier (u. a. der Kockelsberg) oder Schweich (Rothenberg).

## Entstehung
Als in der Trias der Superkontinent Pangäa zerbrach, entstanden aufgrund der verstärkten tektonischen Aktivität im Bereich des Nordatlantik neue Beckengrenzen. Es entwickelte sich ein flacher Küstenbereich. Zu dieser Zeit war die Trierer Bucht durch eine Schwelle vom Germanischen Becken getrennt. Die Sedimente im Bereich der Triasbucht liegen daher in einer besonderen Randfazies vor. Der ehemalige Beckenrand im Westen und am Nordwestrand ist noch heute erkennbar. Nach einem kurzzeitigen Versanden des Meeresarmes kam es im Jura abermals zu einem Meeresvorstoß. Dabei wurde die Sedimentation aus der Triaszeit überlagert und vor allem der südwestliche Teil der Trierer Bucht überflutet. Im Bereich des Rheinischen Schiefergebirges ragte eine Insel hervor. Fossilien der im Jura-Meer lebenden Tiere sind bis heute im Gestein erhalten.
Lange Zeit gab es die Vermutung, dass es sich bei der Trierer Bucht um die Überreste eines mesozoischen Meerbusen handele. Insbesondere von französischen Geologen wurde diese Theorie lange vertreten, da sie eine Verbindung zum Pariser Becken vermuteten. Seit Mitte des 20. Jahrhunderts ist jedoch unumstritten, dass bei der Variszischen Faltung eine Art „Eifelgraben“ entstand. In dieser Zeit stellte, wie oben bereits erwähnt, die Eifelregion eine Halbinsel im mit dem Nordatlantik verbundenen Trias-Meer dar. Eine Verbindung zum Pariser Becken bestand nicht.

## Geologie
Die Trierer Bucht ist insbesondere durch Muschelkalk und Buntsandstein geprägt. Bekannt sind vor allem die Felsen am linken Moselufer in Trier, die den Südrand der Eifel bilden und die Luxemburger Schweiz. Die schlüsselförmige Lagerung des mesozoischen Gesteins in der Trier-Bitburger Mulde ist durch Verwerfungen gestört. In den Sedimenten sind hauptsächlich Muschelkalk und Keuper, der sich im Zentrum befindet, enthalten. Der Buntsandstein befindet sich fast ausschließlich am Rand der Bucht. Die bekanntesten derartigen Buntsandstein-Vorkommen sind im Meulenwald zu finden.
Die Trierer Bucht setzt sich nach Südwesten in Form der Lothringer Furche und Richtung Nordosten in Form des Bitburger Beckens fort. Sie ist Teil des Naturraumes Trier-Bitburger Gutland.

## Tourismus
Das Gebiet wird seither als Naherholungsgebiet genutzt. Insbesondere in früheren Zeiten wurde es auch Trierer Schweiz genannt. 